# Пиотрович, Станислав
Станислав Мстислав Пиотрович (пол. Stanisław Mścisław Piotrowicz) (родился 22 сентября 1940 года, Вильнюс, Литовская ССР, СССР) — польский общественный деятель. В 1981—1982 годах президент Познани.
Член ПОРП. Секретарь Воеводского Комитета ПОРП в 1984—1989 годах. В 1987 году закончил шестинедельный курс в Академии общественных наук при ЦК КПСС в Москве.

## Источник
- Instytut Pamięci Narodowej